# باسغاه مرزي بل شرقي
باسغاه مرزي بل شرقي (بالإنجليزية: Pasgah-e Marzi Pol-e Sharqi)‏ هي مستوطنة تقع في Atrak Rural District في إيران. يقدر عدد سكانها بـ 23 نسمة .